# ヘイウッド郡 (テネシー州)
ヘイウッド郡（英: Haywood County）は、アメリカ合衆国テネシー州の西部に位置する郡である。2010年国勢調査での人口は18,787人であり、2000年の19,797人から5.1%減少した。郡庁所在地はブラウンズビル市（人口10,292人）であり、同郡で人口最大の都市でもある。

## 地理
アメリカ合衆国国勢調査局に拠れば、郡域全面積は534平方マイル (1,383.1 km2)であり、このうち陸地533平方マイル (1,380.5 km2)、水域は1平方マイル (2.6 km2)で水域率は0.18%である。
ヘイウッド郡はニューマドリッド地震帯の南東端にあり、地震の危険性が高い。

### 隣接する郡
- クロケット郡 - 北
- マディソン郡 - 東
- ハードマン郡 - 南東
- ファイエット郡 - 南
- ティプトン郡 - 西
- ローダーデール郡 - 北西

### 国立保護地域
- ハッチー国立野生生物保護区

## 人口動態

人口ピラミッド

以下は2000年の国勢調査による人口統計データである。ヘイウッド郡は黒人が絶対多数となることではテネシー州唯一の郡である。
| 基礎データ - 人口: 19,797人 - 世帯数: 7,558 世帯 - 家族数: 5,419 家族 - 人口密度: 14人/km2（37人/mi2） - 住居数: 8,086軒 - 住居密度: 6軒/km2（15軒/mi2） 人種別人口構成 - 白人: 46.73% - アフリカン・アメリカン: 51.05% - ネイティブ・アメリカン: 0.12% - アジア人: 0.09% - 太平洋諸島系: 0.05% - その他の人種: 1.38% - 混血: 0.58% - ヒスパニック・ラテン系: 2.65% | 年齢別人口構成 - 18歳未満: 27.2% - 18-24歳: 9.8% - 25-44歳: 27.3% - 45-64歳: 21.9% - 65歳以上: 13.8% - 年齢の中央値: 35歳 - 性比（女性100人あたり男性の人口） - 総人口: 87.8 - 18歳以上: 82.4 世帯と家族（対世帯数） - 18歳未満の子供がいる: 33.4% - 結婚・同居している夫婦: 45.8% - 未婚・離婚・死別女性が世帯主: 22.0% - 非家族世帯: 28.3% - 単身世帯: 25.4% - 65歳以上の老人1人暮らし: 11.1% - 平均構成人数 - 世帯: 2.59人 - 家族: 3.09人 | 収入と家計 - 収入の中央値 - 世帯: 27,671米ドル - 家族: 32,597米ドル - 性別 - 男性: 27,333米ドル - 女性: 21,361米ドル - 人口1人あたり収入: 14,669米ドル - 貧困線以下 - 対人口: 19.5% - 対家族数: 16.3% - 18歳未満: 24.0% - 65歳以上: 25.7% |

## 都市と町

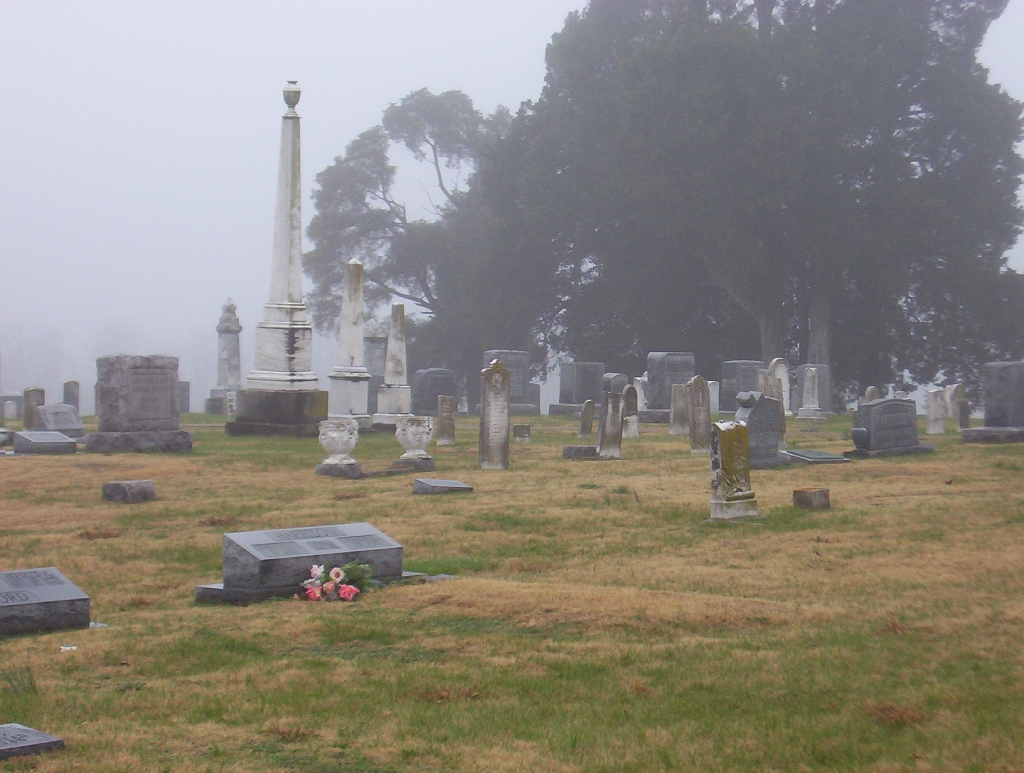
ナットブッシュのトリニティ墓地、南北戦争で倒れた50人以上の兵士が眠っている、2007年撮影

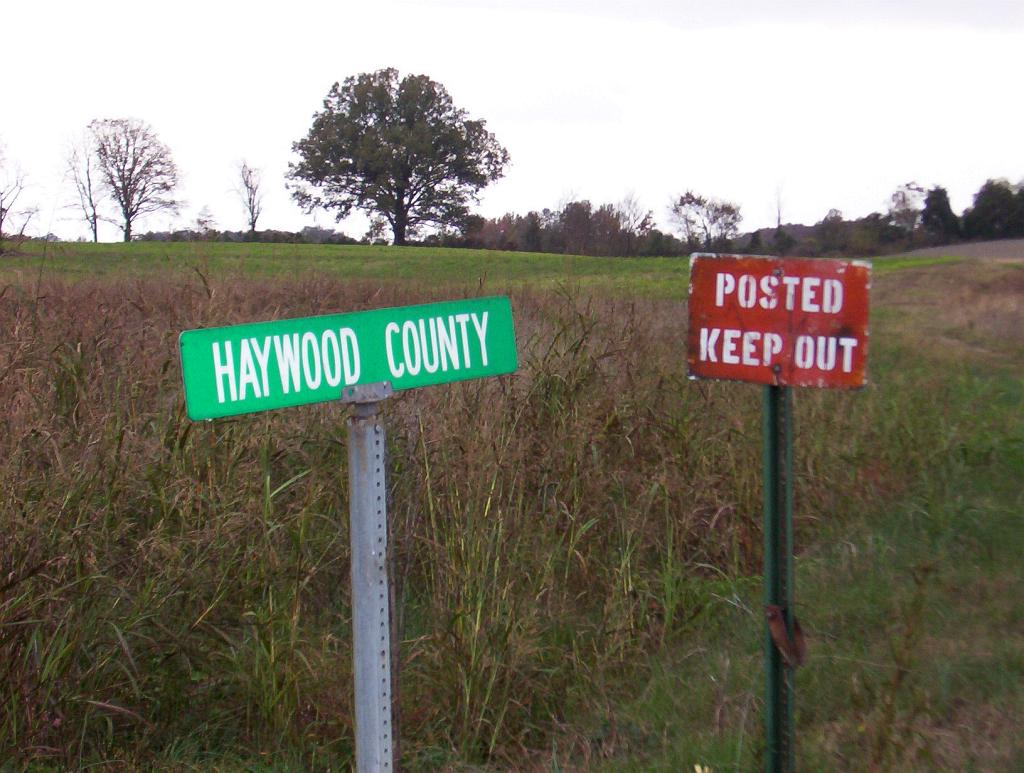
ヘイウッド郡の田園部、2004年撮影

- ブラウンズビル (英語版) - 郡庁所在地
- スタントン (英語版)
- ナットブッシュ (非法人地域) (英語版)
- ベルイーグル (非法人地域) (英語版)
- クリスマスヴィル (非法人地域) (英語版)

## 経済
ヘイウッド郡の最大産業は農業である。綿花の作付け面積は103,000エーカー (420 km2) であり、2003年の生産高は189,000樽と州内最大の郡だった。肥沃な土壌に恵まれていたので、農業に始まり、数世代経た今でも農業に依存している。生産高としては大豆が2番目、トウモロコシが第3位である。花や野菜の畑も豊富にあり、夏に新鮮な野菜を楽しむことができる。また缶詰や冷凍にも加工している。果樹園もあり住民や観光客に親しまれている。
農業とその関連事業で、2004年には1,300億米ドル以上を売り上げた。
2009年、テネシー州知事フィル・ブレドセンとヘイウッド郡長フランクリン・スミスの指導で、郡南部のスタントンに近い3,836エーカー (15.52 km2) の土地が州の支援する工業「メガサイト」に指定され、自動車組み立て工場など大規模な工業と事業の開発を目指している。2009年9月、テネシー州建設委員会が土地の購入資金4,000万米ドルを承認した。

## 著名な出身者
ヘイウッド郡の住人の中でも知名度が高いのが、ブルースのギター奏者、作詞家、歌手のスリーピー・ジョン・エスティスである。1899年あるいは1904年にリプリーで生まれ、その人生の大半をブラウンズビルで過ごした。1977年6月5日にブラウンズビルで死んだ。ローダーデール郡ダーラムビルのエラム・バプテスト教会墓地に埋葬されている。
- 歌手のティナ・ターナーは子供時代をナットブッシュで過ごした